# Frederik Theodor Hurtigkarl
Frederik Theodor Hurtigkarl, född 3 november 1763 i Sorø, död 1 december 1829, var en dansk jurist. 
Hurtigkarl blev 1788 juris kandidat och 1798 professor vid Köpenhamns universitet. År 1811 fick han etatsråds titel. Hans viktigaste arbete är Den danske og norske privatrets første grunde (1813–1820, fyra band, ofullbordat). Hela sin förmögenhet anslog han till en fond för befrämjande av rättsvetenskapliga studier.

## Utmärkelser
- Etatsråd,  1811[1]
- Riddare av Dannebrogorden,  1828[1]

[Redigera Wikidata]